# Comuna Turț, Satu Mare
Turț (în maghiară: Turc, în germană: Turtz) este o comună în județul Satu Mare, Transilvania, România, formată din satele Gherța Mare, Turț (reședința) și Turț-Băi.

## Demografie
Componența etnică a comunei Turț
     Români (94,59%)
     Alte etnii (0,49%)
     Necunoscută (4,91%)
Componența confesională a comunei Turț
     Ortodocși (78,29%)
     Penticostali (12,73%)
     Adventiști (1,69%)
     Alte religii (2,21%)
     Necunoscută (5,09%)
Conform recensământului efectuat în 2021, populația comunei Turț se ridică la 7.936 de locuitori, în creștere față de recensământul anterior din 2011, când fuseseră înregistrați 5.593 de locuitori. Majoritatea locuitorilor sunt români (94,59%), iar pentru 4,91% nu se cunoaște apartenența etnică. Din punct de vedere confesional, majoritatea locuitorilor sunt ortodocși (78,29%), cu minorități de penticostali (12,73%) și adventiști (1,69%), iar pentru 5,09% nu se cunoaște apartenența confesională.

## Politică și administrație
Comuna Turț este administrată de un primar și un consiliu local compus din 15 consilieri. Primarul, Ioan Tiution[*], de la Alianța Dreapta Unită, este în funcție din 1 noiembrie 2024. Începând cu alegerile locale din 2024, consiliul local are următoarea componență pe partide politice:
|  | Partid                          | Consilieri | Componența Consiliului | Componența Consiliului | Componența Consiliului | Componența Consiliului | Componența Consiliului | Componența Consiliului |
|  | ------------------------------- | ---------- | ---------------------- | ---------------------- | ---------------------- | ---------------------- | ---------------------- | ---------------------- |
|  | Partidul Național Liberal       | 6          |                        |                        |                        |                        |                        |                        |
|  | Alianța Dreapta Unită           | 5          |                        |                        |                        |                        |                        |                        |
|  | Alianța pentru Unirea Românilor | 2          |                        |                        |                        |                        |                        |                        |
|  | Partidul Social Democrat        | 2          |                        |                        |                        |                        |                        |                        |